# كارلا وايت
كارلا وايت (بالإنجليزية: Carla White)‏ هي مغنية أمريكية، ولدت في 15 سبتمبر 1951 في أوكلاند في الولايات المتحدة، وتوفيت في 9 مايو 2007 في نيويورك في الولايات المتحدة بسبب سرطان.

## وصلات خارجية
- كارلا وايت على موقع IMDb (الإنجليزية)
- كارلا وايت على موقع ميوزك برينز (الإنجليزية)
- كارلا وايت على موقع أول ميوزيك (الإنجليزية)
- كارلا وايت على موقع ديسكوغز (الإنجليزية)